# Lesjöfors fjädrar

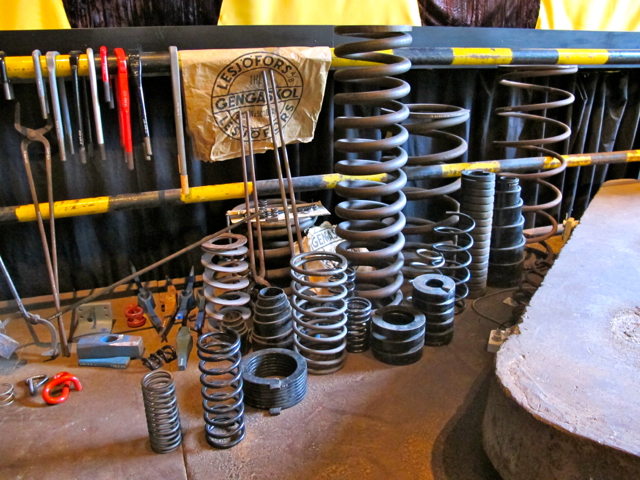
Fjädrar från Lesjöfors AB på Lesjöfors museum

Lesjöfors fjädrar (dotterbolag till Lesjöfors AB). Lesjöfors AB är ett verkstadsindustriföretag som tillverkar fjädrar och bandkomponenter. Bolaget ägs av Beijer Alma. Huvudkontoret ligger i Karlstad och förutom i Lesjöfors har bolaget produktion och säljkontor på ett 50-tal platser runtom i världen, bland annat i Herrljunga (Hudene), Nordmarkshyttan och Växjö.
Lesjöfors fjädrar är sprunget ur det gamla bruket och verkstadsföretaget Lesjöfors AB som gick i slutlig konkurs 1985, efter att ha inställt betalningarna i en första omgång 1982. Fjädertillverkningen startade 1852, fjädrar är än idag koncernens signum. Verksamheten omfattar även tillverkning av fjädrar till fordon.